# Władysław Trzaska (księgarz)
Władysław Trzaska (ur. 7 maja 1881 w Krubinie, zm. 31 grudnia 1964 w Warszawie) – księgarz i wydawca, założyciel i współwłaściciel księgarni i wydawnictwa Trzaska, Evert i Michalski.

## Życiorys

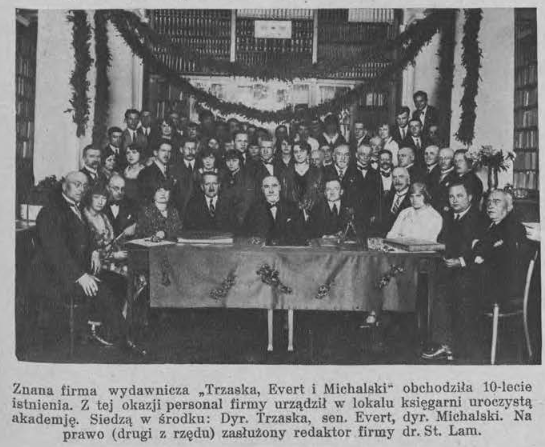
Dziesięciolecie wydawnictwa TEiM (1930). W środku W. Trzaska, L. Evert i J. Michalski

Uczył się w II Gimnazjum Filologicznym w Warszawie. Następnie kształcił się w Szkole Handlowej Zgromadzenia Kupców w Warszawie i w Szkole Nauk Politycznych na Sorbonie w Paryżu. W latach 1904–1907 pracował jako księgarz w Nicei i Paryżu, następnie (1907–1919) w firmie Gebethner i Wolff i w księgarni M. Arcta w Warszawie. W 1918 uwięziony w Cytadeli Warszawskiej za kolportaż nielegalnej prasy. 
W 1919 wraz z Ludwikiem Evertem i Janem Michalskim założył przedsiębiorstwo pod firmą Księgarnia i Dom Wydawniczy Trzaska, Evert i Michalski. Zajmował się finansami firmy oraz księgarnią otwartą przez firmę w 1920 w Hotelu Europejskim w Warszawie. Po II wojnie światowej prowadził księgarnię, a następnie antykwariat. W 1964 odznaczony Krzyżem Kawalerskim Orderu Odrodzenia Polski za całokształt działalności księgarskiej.
Pochowany na cmentarzu Powązkowskim w Warszawie (kwatera 23-3-6/7).

## Życie prywatne
Dwukrotnie żonaty, miał cztery córki.